# Dasispermum suffruticosum
Dasispermum suffruticosum là một loài thực vật có hoa trong họ Hoa tán. Loài này được (P.J.Bergius) B.L.Burtt mô tả khoa học đầu tiên năm 1988.